# Primer ministre i viceprimer ministre d'Irlanda del Nord
El primer ministre i viceprimer ministre d'Irlanda del Nord (en anglès First Minister and deputy First Minister) formen, conjuntament, el cap de govern de l'executiu d'Irlanda del Nord.
Aquests dos càrrecs foren creats segons l'Acord de Divendres Sant, gràcies al qual es posà fi als Troubles l'any 1998. Malgrat el prefix vice- d'un dels dos càrrecs, llurs funcions són rigorosament idèntiques i reservades a un representant unionista i un nacionalista.

## Titulars

### Primer ministre
| Ordre                                            | Primer ministre | Primer ministre | Primer ministre            | Mandat           | Mandat           | Partit |
| ------------------------------------------------ | --------------- | --------------- | -------------------------- | ---------------- | ---------------- | ------ |
| 1                                                |                 |                 | David Trimble              | 2 desembre 1999  | 11 febrer 2000   | UUP    |
| Suspensió de les institucions d'Irlanda del Nord |                 |                 |                            |                  |                  |        |
| 1                                                |                 |                 | David Trimble              | 30 maig 2000     | 30 juny 2001     | UUP    |
|                                                  |                 |                 | Reg Empey (ad interim)     | 1r juliol 2001   | 6 novembre 2001  | UUP    |
| 1                                                |                 |                 | David Trimble              | 6 novembre 2001  | 14 octubre 2002  | UUP    |
| Suspensió de les institucions d'Irlanda del Nord |                 |                 |                            |                  |                  |        |
| 2                                                |                 |                 | Ian Paisley                | 8 maig 2007      | 5 juny 2008      | UUP    |
| 3                                                |                 |                 | Peter Robinson             | 5 juny 2008      | 11 gener 2010    | UUP    |
|                                                  |                 |                 | Arlene Foster (ad interim) | 11 gener 2010    | 5 febrer 2010    | DUP    |
| 3                                                |                 |                 | Peter Robinson             | 5 febrer 2010    | 10 setembre 2015 | DUP    |
|                                                  |                 |                 | Arlene Foster (ad interim) | 10 setembre 2015 | 20 octubre 2015  | DUP    |
| 3                                                |                 |                 | Peter Robinson             | 20 octubre 2015  | 11 gener 2016    | DUP    |
| 4                                                |                 |                 | Arlene Foster              | 11 gener 2016    | 9 gener 2017     | DUP    |
| Suspensió de les institucions d'Irlanda del Nord |                 |                 |                            |                  |                  |        |
| 5                                                |                 |                 | Arlene Foster              | 11 gener 2020    | 14 juny 2021     | DUP    |
| 6                                                |                 |                 | Paul Givan                 | 17 juny 2021     | 4 febrer 2022    | DUP    |
| Suspensió de les institucions d'Irlanda del Nord |                 |                 |                            |                  |                  |        |

### Viceprimer ministre
| Ordre                                            | Viceprimer ministre | Viceprimer ministre | Viceprimer ministre      | Mandat           | Mandat           | Partit |
| ------------------------------------------------ | ------------------- | ------------------- | ------------------------ | ---------------- | ---------------- | ------ |
| 1                                                |                     |                     | Seamus Mallon            | 2 desembre 1999  | 11 febrer 2000   | SDLP   |
| Suspensió de les institucions d'Irlanda del Nord |                     |                     |                          |                  |                  |        |
| 1                                                |                     |                     | Seamus Mallon            | 30 maig 2000     | 6 novembre 2001  | SDLP   |
| 2                                                |                     |                     | Mark Durkan              | 6 novembre 2001  | 14 octubre 2002  | SDLP   |
| Suspensió de les institucions d'Irlanda del Nord |                     |                     |                          |                  |                  |        |
| 3                                                |                     |                     | Martin McGuinness        | 8 maig 2007      | 20 setembre 2011 | SF     |
|                                                  |                     |                     | John O'Dowd (ad interim) | 20 setembre 2011 | 31 octubre 2011  | SF     |
| 3                                                |                     |                     | Martin McGuinness        | 31 octubre 2011  | 9 gener 2017     | SF     |
| Suspensió de les institucions d'Irlanda del Nord |                     |                     |                          |                  |                  |        |
| 4                                                |                     |                     | Michelle O'Neill         | 11 gener 2020    | 4 febrer 2022    | SF     |
| Suspensió de les institucions d'Irlanda del Nord |                     |                     |                          |                  |                  |        |